# Старокавдыкское сельское поселение
Старокавдыкское се́льское поселе́ние — муниципальное образование в Ялуторовском районе Тюменской области Российской Федерации.
Административный центр — село Старый Кавдык.

## История
Статус и границы сельского поселения установлены Законом Тюменской области от 5 ноября 2004 года № 263 «Об установлении границ муниципальных образований Тюменской области и наделении их статусом муниципального района, городского округа и сельского поселения».

## Население
| 2010 | 2011 | 2012 | 2013 | 2014 | 2015 | 2016 |
| ---- | ---- | ---- | ---- | ---- | ---- | ---- |
| 747  | ↘745 | ↘733 | ↘717 | ↗729 | ↗762 | ↘753 |
| 2017 | 2018 | 2019 | 2020 | 2021 |      |      |
| ↘748 | ↘731 | ↘724 | ↗735 | ↗845 |      |      |

## Состав сельского поселения
| № | Населённый пункт | Тип населённого пункта       | Население |
| - | ---------------- | ---------------------------- | --------- |
| 1 | Новый Кавдык     | деревня                      | ↗207      |
| 2 | Старый Кавдык    | село, административный центр | ↗639      |